# Europese kampioenschappen kunstschaatsen 2016

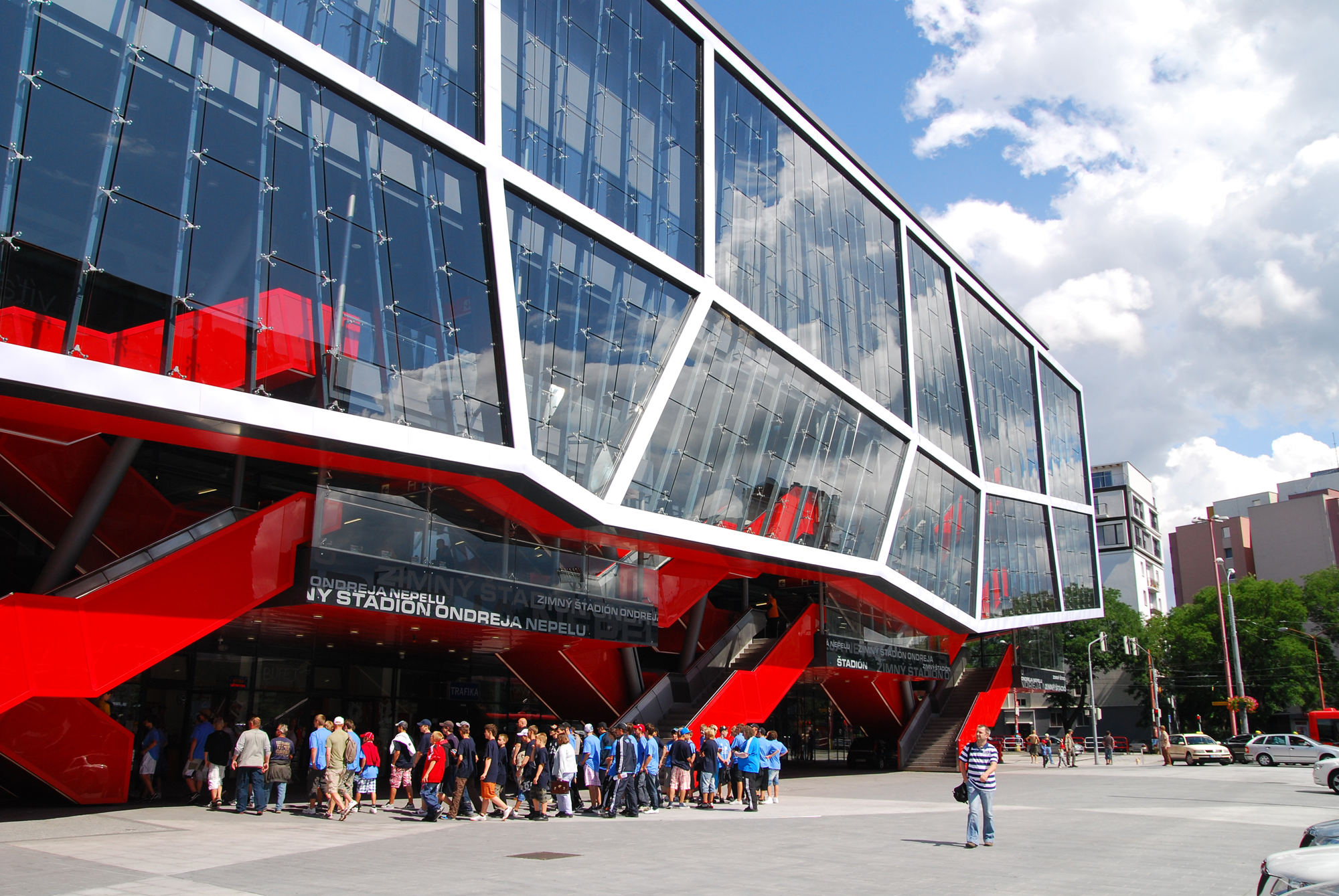
Ondrej Nepela Arena in 2011, waar de wedstrijden gehouden werden

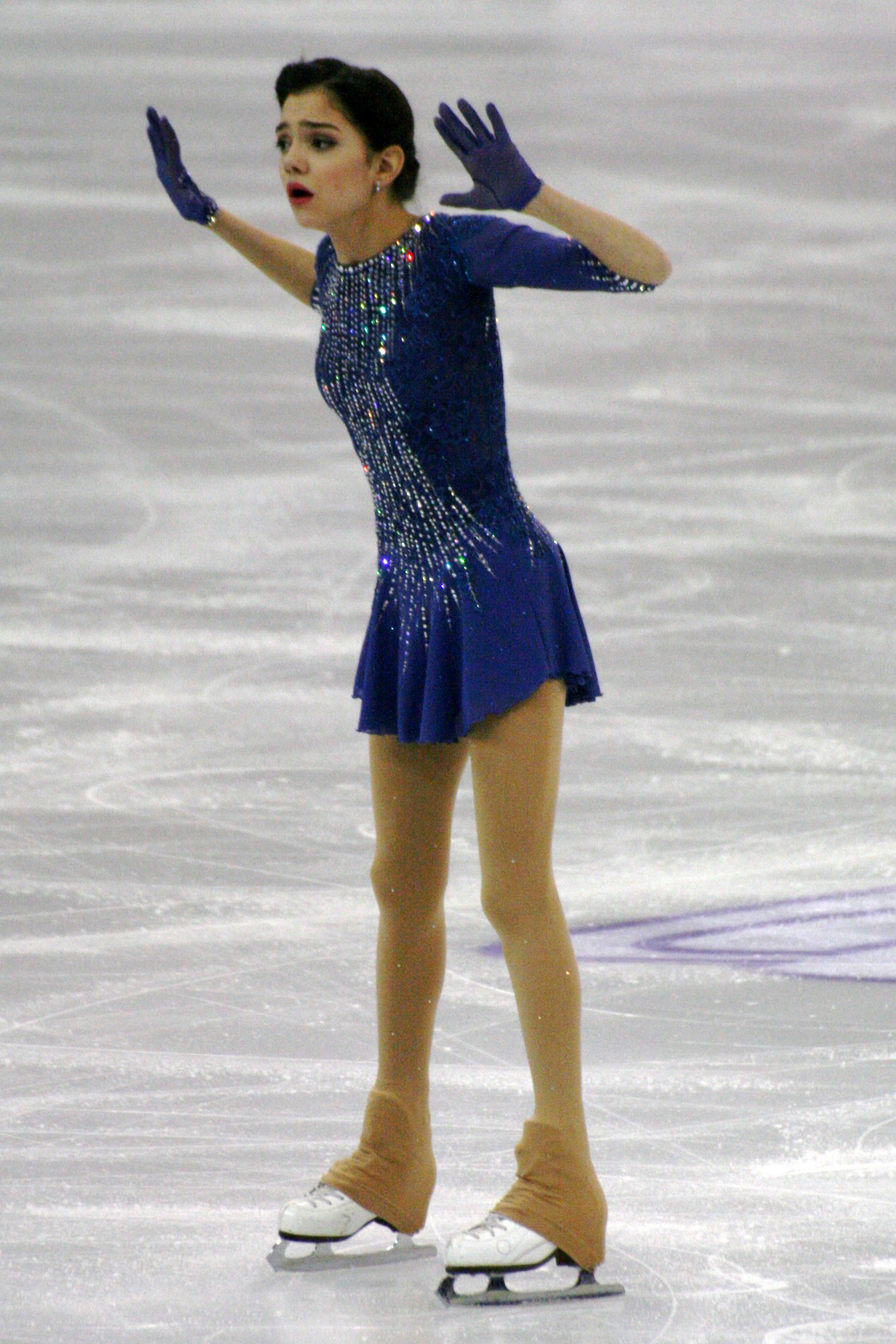
Debutante Medvedeva, foto uit december 2015, won de Europese titel bij de vrouwen

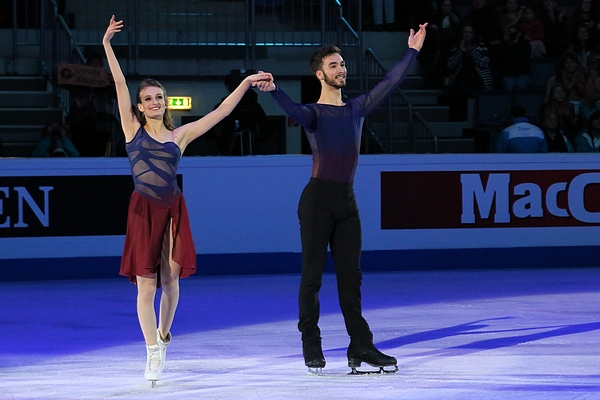
Gabriella Papadakis en Guillaume Cizeron veroverden het goud bij het ijsdansen

De Europese kampioenschappen kunstschaatsen 2016 waren vier wedstrijden die samen een jaarlijks terugkerend evenement vormden, georganiseerd door de Internationale Schaatsunie (ISU).
Voor de mannen was het de 108e editie, voor de vrouwen en paren de 80e en voor de ijsdansers de 63e editie. De kampioenschappen vonden plaats van 27 tot en met 31 januari in de Ondrej Nepela Arena in Bratislava, Slowakije. Het was, na de EK 2001, de tweede keer dat de kampioenschappen in Slowakije werden gehouden. Het was de vierde keer dat de Europese kampioenschappen in Bratislava plaatsvonden. In 1958 en 1966 vonden de kampioenschappen hier plaats in toen nog Tsjechoslowakije.
|           | woensdag 27 januari | donderdag 28 januari | vrijdag 29 januari | zaterdag 30 januari | zondag 31 januari |
| Paren     |                     |                      | korte kür          | vrije kür           | Gala              |
| IJsdansen |                     | korte kür            |                    | vrije kür           | Gala              |
| Mannen    | korte kür           | vrije kür            |                    |                     | Gala              |
| Vrouwen   | korte kür           |                      | vrije kür          |                     | Gala              |

## Deelnemende landen
Alle Europese ISU-leden hadden het recht om een startplaats per categorie in te vullen. Extra startplaatsen (met een maximum van drie per categorie) zijn verdiend op basis van de eindklasseringen op het EK van 2015.
Voor België nam Jorik Hendrickx voor de vijfde keer deel bij de mannen en de debutante Charlotte Vandersarren bij de vrouwen. Voor Nederland nam Niki Wories voor de tweede keer deel bij de vrouwen en maakte Thomas Kennes zijn debuut bij de mannen. De in België geboren Ruben Blommaert nam met zijn nieuwe partner Mari Vartmann voor Duitsland deel bij de parenwedstrijden.
Deelnemende landen
Er namen deelnemers uit 33 landen deel aan de kampioenschappen. Er werden 115 startplaatsen ingevuld.
(Tussen haakjes het totaal aantal startplaatsen in de vier toernooien.)
| Rusland (12) Italië (10) Duitsland (8) Frankrijk (7) Israël (5) Spanje (5) Hongarije (4) Oostenrijk (4) Tsjechië (4) | Wit-Rusland (4) Zweden (4) Zwitserland (4) Armenië (3) Finland (3) Letland (3) Litouwen (3) Oekraïne (3) Slowakije (3) | Turkije (3) Verenigd Koninkrijk (3) België (2) Denemarken (2) Estland (2) Nederland (2) Noorwegen (2) Polen (2) Slovenië (2) | Azerbeidzjan (1) Bulgarije (1) Georgië (1) Kroatië (1) Luxemburg (1) Roemenië (1) |

(Frankrijk vulde de extra startplaats bij de mannen niet in, Letland vulde de extra startplaats bij de vrouwen niet in, Oostenrijk, Frankrijk en het Verenigd Koninkrijk vulden de (extra) startplaatsen bij de paren niet in, Denemarken, Spanje en Slowakije vulden de extra startplaats bij het ijsdansen niet in.)

## Medailleverdeling
Rusland speelde weer een grote rol bij deze EK kunstschaatsen. Zo werden zeven van de twaalf kunstschaatsmedailles gewonnen door Russische deelnemers. Bij de mannen veroverde de Spanjaard Javier Fernández echter voor de vierde keer de Europese titel. Het zilver was voor de in Oekraïne geboren kunstrijder Oleksij Bytsjenko. Dit was tevens de allereerste Europese kunstschaatsmedaille voor Israël. De bronzen medaille werd gewonnen door de Rus Maksim Kovtoen, die een jaar eerder nog zilver veroverde.
Bij de vrouwen was het, net als in 2015, een volledig Russisch podium. Het podium was ook nagenoeg hetzelfde als het jaar ervoor, met uitzondering van de hoogste positie. De gouden medaille was nu namelijk voor de zestienjarige Russische debutante Jevgenia Medvedeva. Het zilver en brons was weer voor Jelena Radionova en Anna Pogorilaja.
Na een afwezigheid van een jaar keerde het Russische paar Tatjana Volosozjar / Maksim Trankov terug op de Europese kampioenschappen. Hun deelname werd meteen voor de vierde keer bekroond met een gouden medaille. Voor Trankov was het zijn zevende EK-medaille. Naast het goud van 2012, 2013 en 2014 werd hij in 2008 tweede en in 2009 en 2010 derde met Maria Moechortova als partner. Het zilver was voor het nieuwe Duitse paar Aliona Savchenko / Bruno Massot. Met Savchenko's vorige partner Robin Szolkowy won ze al zeven keer eerder een EK-medaille. In 2007, 2008, 2009 en 2011 behaalden ze het goud; in 2006, 2010 en 2013 werden ze tweede. De bronzen medaille was voor de Russische kunstrijders Jevgenia Tarasova / Vladimir Morozov, die in 2015 ook al derde werden.
Het Franse paar Gabriella Papadakis / Guillaume Cizeron won net als in 2015 goud bij het ijsdansen. De zilveren medaille was eveneens net als in 2015 voor Anna Cappellini / Luca Lanotte, voor wie het de vierde EK-medaille was na brons in 2013, goud in 2014 en zilver in 2015. Het brons was nu voor het Russische paar Jekaterina Bobrova / Dmitri Solovjov. Voor Bobrova en Solovjov was het ook de vierde medaille op de Europese kampioenschappen. In 2013 wonnen ze goud, in 2011 en 2012 eindigden ze op de tweede plaats.
| Categorie | Goud                                    | Zilver                          | Brons                                |
| --------- | --------------------------------------- | ------------------------------- | ------------------------------------ |
| Mannen    | Javier Fernández                        | Oleksij Bytsjenko               | Maksim Kovtoen                       |
| Vrouwen   | Jevgenia Medvedeva                      | Jelena Radionova                | Anna Pogorilaja                      |
| Paren     | Tatjana Volosozjar / Maksim Trankov     | Aliona Savchenko / Bruno Massot | Jevgenia Tarasova / Vladimir Morozov |
| IJsdansen | Gabriella Papadakis / Guillaume Cizeron | Anna Cappellini / Luca Lanotte  | Jekaterina Bobrova / Dmitri Solovjov |

## Uitslagen
| #                   | naam (deelname)        | land                         | punten | korte kür   | vrije kür   |
| ------------------- | ---------------------- | ---------------------------- | ------ | ----------- | ----------- |
| Goud                | Javier Fernández (10)  | Vlag van Spanje              | 302.77 | 102.54 (1)  | 200.23 (1)  |
| Zilver              | Oleksij Bytsjenko (5)  | Vlag van Israël              | 242.56 | 084.09 (4)  | 158.47 (4)  |
| Brons               | Maksim Kovtoen (4)     | Vlag van Rusland             | 242.21 | 088.09 (2)  | 154.12 (6)  |
| 4                   | Florent Amodio (6)     | Vlag van Frankrijk           | 240.96 | 078.28 (8)  | 162.68 (2)  |
| 5                   | Michail Koljada        | Vlag van Rusland             | 236.58 | 077.58 (9)  | 159.00 (3)  |
| 6                   | Ivan Righini (2)       | Vlag van Italië              | 236.36 | 082.23 (6)  | 154.13 (5)  |
| 7                   | Daniel Samohin (2)     | Vlag van Israël              | 232.08 | 082.73 (5)  | 149.35 (8)  |
| 8                   | Aleksandr Petrov       | Vlag van Rusland             | 229.69 | 076.95 (10) | 152.74 (7)  |
| 9                   | Jorik Hendrickx (5)    | Vlag van België              | 221.39 | 079.13 (7)  | 142.26 (9)  |
| 10                  | Michal Březina (9)     | Vlag van Tsjechië            | 211.81 | 084.30 (3)  | 127.51 (13) |
| 11                  | Alexander Majorov (6)  | Vlag van Zweden              | 204.27 | 076.34 (11) | 127.93 (12) |
| 12                  | Deniss Vasiļjevs       | Vlag van Letland             | 204.24 | 068.32 (14) | 135.92 (10) |
| 13                  | Matteo Rizzo           | Vlag van Italië              | 200.81 | 074.91 (12) | 125.90 (14) |
| 14                  | Franz Streubel (3)     | Vlag van Duitsland           | 196.17 | 068.11 (15) | 128.06 (11) |
| 15                  | Ivan Pavlov            | Vlag van Oekraïne            | 189.65 | 068.78 (13) | 120.87 (15) |
| 16                  | Paul Fentz (2)         | Vlag van Duitsland           | 182.59 | 067.97 (16) | 114.62 (17) |
| 17                  | Felipe Montoya         | Vlag van Spanje              | 181.95 | 067.73 (17) | 114.22 (19) |
| 18                  | Phillip Harris (2)     | Vlag van Verenigd Koninkrijk | 180.99 | 063.93 (18) | 117.06 (16) |
| 19                  | Stéphane Walker (5)    | Vlag van Zwitserland         | 171.79 | 057.23 (22) | 114.56 (18) |
| 20                  | Jiří Bělohradský       | Vlag van Tsjechië            | 168.57 | 060.53 (19) | 108.04 (21) |
| 21                  | Nicholas Vrdoljak      | Vlag van Kroatië             | 167.07 | 059.02 (21) | 108.05 (20) |
| 22                  | David Kranjec          | Vlag van Slovenië            | 163.98 | 056.99 (23) | 106.99 (22) |
| 23                  | Mario-Rafael Ionian    | Vlag van Oostenrijk          | 160.57 | 054.16 (24) | 106.41 (23) |
| 24                  | Sondre Oddvoll Bøe (3) | Vlag van Noorwegen           | 149.60 | 059.12 (20) | 090.48 (24) |
| Finale niet bereikt |                        |                              |        |             |             |
| 25                  | Thomas Kennes          | Vlag van Nederland           |        | 053.86 (25) |             |
| 26                  | Valtter Virtanen (5)   | Vlag van Finland             |        | 052.07 (26) |             |
| 27                  | Alexei Mialionkhin     | Vlag van Wit-Rusland         |        | 050.98 (27) |             |
| 28                  | Daniil Zurav           | Vlag van Estland             |        | 050.50 (28) |             |
| 29                  | Armen Agaian           | Vlag van Georgië             |        | 049.32 (29) |             |
| 30                  | Patrick Myzyk (2)      | Vlag van Polen               |        | 049.26 (30) |             |
| 31                  | Slavik Hajrapetjan (3) | Vlag van Armenië             |        | 046.71 (31) |             |
| 32                  | Larry Loupolover (2)   | Vlag van Azerbeidzjan        |        | 044.46 (32) |             |
| 33                  | Alexander Maszljanko   | Vlag van Hongarije           |        | 044.26 (33) |             |
| 34                  | Michael Neuman         | Vlag van Slowakije           |        | 042.03 (34) |             |
| 35                  | Engin Ali Artan (2)    | Vlag van Turkije             |        | 040.60 (35) |             |

| #                   | naam (deelname)          | land                         | punten | korte kür  | vrije kür   |
| ------------------- | ------------------------ | ---------------------------- | ------ | ---------- | ----------- |
| Goud                | Jevgenia Medvedeva       | Vlag van Rusland             | 215.45 | 72.55 (1)  | 142.90 (1)  |
| Zilver              | Jelena Radionova (2)     | Vlag van Rusland             | 209.99 | 70.96 (2)  | 139.03 (2)  |
| Brons               | Anna Pogorilaja (2)      | Vlag van Rusland             | 187.05 | 63.81 (3)  | 123.24 (3)  |
| 4                   | Angelīna Kučvaļska (2)   | Vlag van Letland             | 176.99 | 58.99 (5)  | 118.00 (4)  |
| 5                   | Roberta Rodeghiero (4)   | Vlag van Italië              | 170.76 | 61.01 (4)  | 109.75 (5)  |
| 6                   | Maé-Bérénice Méité (6)   | Vlag van Frankrijk           | 161.23 | 57.35 (8)  | 103.88 (6)  |
| 7                   | Nathalie Weinzierl (5)   | Vlag van Duitsland           | 160.64 | 57.36 (7)  | 103.28 (7)  |
| 8                   | Viveca Lindfors          | Vlag van Finland             | 155.49 | 53.92 (11) | 101.57 (8)  |
| 9                   | Joshi Helgesson (5)      | Vlag van Zweden              | 153.29 | 58.13 (6)  | 095.16 (11) |
| 10                  | Laurine Lecavelier (3)   | Vlag van Frankrijk           | 152.34 | 52.84 (13) | 099.50 (9)  |
| 11                  | Ivett Tóth (2)           | Vlag van Hongarije           | 150.65 | 55.54 (10) | 095.11 (12) |
| 12                  | Nicole Rajičová (3)      | Vlag van Slowakije           | 146.10 | 57.24 (9)  | 088.86 (18) |
| 13                  | Matilda Algotsson        | Vlag van Zweden              | 145.32 | 47.97 (18) | 097.35 (10) |
| 14                  | Giada Russo (2)          | Vlag van Italië              | 143.40 | 53.52 (12) | 089.88 (16) |
| 15                  | Anastasia Galustyan (2)  | Vlag van Armenië             | 143.05 | 48.93 (16) | 094.12 (13) |
| 16                  | Aleksandra Golovkina (2) | Vlag van Litouwen            | 139.83 | 49.30 (15) | 090.53 (15  |
| 17                  | Anne Line Gjersem (4)    | Vlag van Noorwegen           | 139.48 | 49.80 (14) | 089.68 (17) |
| 18                  | Fleur Maxwell (9)        | Vlag van Luxemburg           | 137.76 | 46.55 (22) | 091.21 (14) |
| 19                  | Helery Hälvin (2)        | Vlag van Estland             | 135.02 | 47.49 (20) | 087.53 (19) |
| 20                  | Niki Wories (2)          | Vlag van Nederland           | 131.87 | 46.82 (21) | 085.05 (20) |
| 21                  | Anna Chnytsjenkova       | Vlag van Oekraïne            | 128.80 | 47.90 (19) | 080.90 (22) |
| 22                  | Kerstin Frank (6)        | Vlag van Oostenrijk          | 128.08 | 44.85 (24) | 083.23 (21) |
| 23                  | Eliška Březinová (5)     | Vlag van Tsjechië            | 121.26 | 48.21 (17) | 073.05 (23) |
| 24                  | Isabelle Olsson (2)      | Vlag van Zweden              | 117.50 | 45.11 (23) | 072.39 (24) |
| Finale niet bereikt |                          |                              |        |            |             |
| 25                  | Lutricia Bock            | Vlag van Duitsland           |        | 43.77 (25) |             |
| 26                  | Daša Grm (4)             | Vlag van Slovenië            |        | 43.36 (26) |             |
| 27                  | Julia Sauter (2)         | Vlag van Roemenië            |        | 41.79 (27) |             |
| 28                  | Tanja Odermatt (2)       | Vlag van Zwitserland         |        | 41.44 (28) |             |
| 29                  | Danielle Harrison        | Vlag van Verenigd Koninkrijk |        | 40.68 (29) |             |
| 30                  | Charlotte Vandersarren   | Vlag van België              |        | 39.93 (30) |             |
| 31                  | Aimee Buchanan           | Vlag van Israël              |        | 39.79 (31) |             |
| 32                  | Birce Atabey (5)         | Vlag van Turkije             |        | 37.55 (32) |             |
| 33                  | Sonia Lafuente (9)       | Vlag van Spanje              |        | 37.12 (33) |             |
| 34                  | Pernille Sørensen (2)    | Vlag van Denemarken          |        | 34.81 (34) |             |
| 35                  | Daniela Stoeva (3)       | Vlag van Bulgarije           |        | 33.82 (35) |             |
| 36                  | Janina Makeenka (3)      | Vlag van Wit-Rusland         |        | 27.62 (36) |             |

| #      | naam (deelname)                            | land                 | punten | korte kür  | vrije kür   |
| ------ | ------------------------------------------ | -------------------- | ------ | ---------- | ----------- |
| Goud   | Tatjana Volosozjar (11) Maksim Trankov (7) | Vlag van Rusland     | 222.66 | 79.77 (1)  | 142.89 (1)  |
| Zilver | Aliona Savchenko (13) Bruno Massot (4)     | Vlag van Duitsland   | 200.78 | 75.54 (2)  | 125.24 (3)  |
| Brons  | Jevgenia Tarasova (2) Vladimir Morozov (2) | Vlag van Rusland     | 197.55 | 70.17 (3)  | 127.38 (2)  |
| 4      | Vanessa James (7) Morgan Ciprès (5)        | Vlag van Frankrijk   | 185.55 | 62.10 (5)  | 123.45 (5)  |
| 5      | Valentina Marchei (12) Ondřej Hotárek (8)  | Vlag van Italië      | 182.61 | 58.47 (8)  | 124.14 (4)  |
| 6      | Nicole Della Monica (6) Matteo Guarise (4) | Vlag van Italië      | 178.97 | 61.51 (6)  | 117.46 (6)  |
| 7      | Kristina Astachova Aleksej Rogonov         | Vlag van Rusland     | 174.72 | 60.63 (7)  | 114.09 (7)  |
| 8      | Mari Vartmann (7) Ruben Blommaert (3)      | Vlag van Duitsland   | 171.30 | 62.90 (4)  | 108.40 (8)  |
| 9      | Miriam Ziegler (4) Severin Kiefer (6)      | Vlag van Oostenrijk  | 149.07 | 52.96 (9)  | 096.11 (10) |
| 10     | Tatiana Danilova Mikalai Kamiantsjoek (4)  | Vlag van Wit-Rusland | 147.36 | 48.72 (10) | 098.64 (9)  |
| 11     | Goda Butkutė Nikita Ermolaev               | Vlag van Litouwen    | 139.56 | 46.85 (11) | 092.71 (11) |
| 12     | Bianca Manacorda Niccolò Macii             | Vlag van Italië      | 130.00 | 44.71 (12) | 085.29 (12) |
| 13     | Adel Tankova Evgeni Krasnopolski (5)       | Vlag van Israël      | 114.56 | 37.81 (14) | 076.75 (13) |
| 14     | Anna Marie Pearce Márk Magyar              | Vlag van Hongarije   | 110.55 | 36.00 (16) | 074.55 (14) |
| 15     | Marcelina Lech Aritz Maestu (2)            | Vlag van Spanje      | 109.11 | 40.46 (13) | 068.65 (15) |
| 16     | Alexandra Herbríková (2) Nicolas Roulet    | Vlag van Zwitserland | 103.47 | 36.38 (15) | 067.09 (16) |

| #                   | naam (deelname)                                    | land                         | punten | korte kür  | vrije kür   |
| ------------------- | -------------------------------------------------- | ---------------------------- | ------ | ---------- | ----------- |
| Goud                | Gabriella Papadakis (3) Guillaume Cizeron (3)      | Vlag van Frankrijk           | 182.71 | 70.74 (2)  | 111.97 (1)  |
| Zilver              | Anna Cappellini (9) Luca Lanotte (9)               | Vlag van Italië              | 178.01 | 72.31 (1)  | 105.70 (3)  |
| Brons               | Jekaterina Bobrova (5) Dmitri Solovjov (5)         | Vlag van Rusland             | 176.50 | 68.71 (3)  | 107.79 (2)  |
| 4                   | Viktoria Sinitsina (2) Nikita Katsalapov (5)       | Vlag van Rusland             | 172.65 | 68.33 (4)  | 104.32 (4)  |
| 5                   | Aleksandra Stepanova (2) Ivan Boekin (2)           | Vlag van Rusland             | 165.55 | 66.65 (5)  | 098.90 (5)  |
| 6                   | Penny Coomes (7) Nicholas Buckland (7)             | Vlag van Verenigd Koninkrijk | 162.75 | 64.26 (8)  | 098.49 (6)  |
| 7                   | Charlène Guignard (5) Marco Fabbri (5)             | Vlag van Italië              | 162.58 | 64.87 (6)  | 097.71 (7)  |
| 8                   | Federica Testa (6) Lukáš Csölley (6)               | Vlag van Slowakije           | 158.05 | 64.24 (9)  | 095.81 (8)  |
| 9                   | Laurence Fournier Beaudry (3) Nikolaj Sørensen (4) | Vlag van Denemarken          | 152.79 | 62.19 (10) | 090.60 (9)  |
| 10                  | Isabella Tobias (4) Ilia Tkatsjenko (5)            | Vlag van Israël              | 151.67 | 64.46 (7)  | 087.21 (12) |
| 11                  | Natalia Kaliszek (2) Maksym Spodyriev (2)          | Vlag van Polen               | 147.07 | 59.57 (11) | 087.50 (11) |
| 12                  | Alisa Agafonova (5) Alper Uçar (9)                 | Vlag van Turkije             | 145.23 | 56.33 (12) | 088.90 (10) |
| 13                  | Cortney Mansour (2) Michal Češka (2)               | Vlag van Tsjechië            | 141.36 | 54.97 (14) | 086.39 (13) |
| 14                  | Kavita Lorenz Panagiotis Polizoakis                | Vlag van Duitsland           | 137.99 | 55.06 (13) | 082.93 (15) |
| 15                  | Cecilia Törn (2) Jussiville Partanen               | Vlag van Finland             | 134.10 | 51.14 (18) | 082.96 (14) |
| 16                  | Viktoria Kavaliova (3) Yurii Bieliaiev (3)         | Vlag van Wit-Rusland         | 133.71 | 52.25 (17) | 081.46 (16) |
| 17                  | Barbora Silná (7) Juri Kurakin (5)                 | Vlag van Oostenrijk          | 129.87 | 54.56 (15) | 075.31 (17) |
| 18                  | Tina Garabedian Simon Proulx-Sénécal               | Vlag van Armenië             | 125.19 | 50.17 (20) | 075.02 (18) |
| 19                  | Celia Robledo (2) Luis Fenero (2)                  | Vlag van Spanje              | 122.81 | 50.19 (19) | 072.62 (19) |
| 20                  | Lorenza Alessandrini (3) Pierre Souquet            | Vlag van Frankrijk           | 121.43 | 54.37 (16) | 067.06 (20) |
| Finale niet bereikt |                                                    |                              |        |            |             |
| 21                  | Misato Komatsubara (2) Andrea Fabbri (2)           | Vlag van Italië              |        | 49.56 (21) |             |
| 22                  | Olga Jakušina (2) Andrej Nevski (2)                | Vlag van Letland             |        | 49.49 (22) |             |
| 23                  | Katharina Müller Tim Dieck                         | Vlag van Duitsland           |        | 48.75 (23) |             |
| 24                  | Peroline Ojardias Michael Bramante                 | Vlag van Frankrijk           |        | 48.36 (24) |             |
| 25                  | Taylor Tran (2) Saulius Ambrulevičius (6)          | Vlag van Litouwen            |        | 45.09 (25) |             |
| 26                  | Valeria Haistruk Oleksiy Oliynyk                   | Vlag van Oekraïne            |        | 44.44 (26) |             |
| 27                  | Carolina Moscheni (2) Balázs Major (3)             | Vlag van Hongarije           |        | 42.87 (27) |             |
| 28                  | Katarina Paice (2) Yuri Eremenko (2)               | Vlag van Zwitserland         |        | 36.23 (28) |             |

Medaillewinnaars

Mannen · 
Vrouwen ·
Paren · 
IJsdansen

Toernooi

1891 · 
1892 · 
1893 · 
1894 · 
1895 · 
1896-1897 · 
1898 · 
1899 · 
1900 · 
1901 · 
1902-1903 · 
1904 · 
1905 · 
1906 · 
1907 · 
1908 · 
1909 · 
1910 · 
1911 · 
1912 · 
1913 · 
1914 · 
1915-1921 · 
1922 · 
1923 · 
1924 · 
1925 · 
1926 · 
1927 · 
1928 · 
1929 · 
1930 · 
1931 · 
1932 · 
1933 · 
1934 · 
1935 · 
1936 · 
1937 · 
1938 · 
1939 ·
1940-1946 · 
1947 · 
1948 · 
1949 · 
1950 · 
1951 · 
1952 · 
1953 · 
1954 · 
1955 · 
1956 · 
1957 · 
1958 · 
1959 · 
1960 · 
1961 · 
1962 · 
1963 · 
1964 · 
1965 · 
1966 · 
1967 · 
1968 · 
1969 · 
1970 · 
1971 · 
1972 · 
1973 · 
1974 · 
1975 · 
1976 · 
1977 · 
1978 · 
1979 · 
1980 · 
1981 · 
1982 · 
1983 · 
1984 · 
1985 · 
1986 · 
1987 · 
1988 · 
1989 · 
1990 · 
1991 · 
1992 · 
1993 · 
1994 · 
1995 ·
1996 · 
1997 · 
1998 · 
1999 · 
2000 · 
2001 · 
2002 · 
2003 · 
2004 · 
2005 · 
2006 ·
2007 ·
2008 ·
2009 ·
2010 ·
2011 ·
2012 ·
2013 ·
2014 ·
2015 ·
2016 ·
2017 ·
2018 ·
2019 ·
2020 ·
2021 · 
2022 · 
2023 · 
2024 · 
2025

WK kunstschaatsen ·
WK kunstschaatsen junioren ·
Viercontinentenkampioenschap ·
Olympische Spelen